# Umberto Felluga
Umberto Felluga (Izola, 7. rujna 1893. – Dachau, 6. travnja 1945.), talijanski antifašist i iredentist.

## Životopis
Rođen u Izoli. Za vrijeme Austro-Ugarske proganjala ga je policija zbog iredentističkog angažmana, a na početku Prvog svjetskog rata uhitila u Trstu. Osuđen je na deset godina zatvora, bio je u kaznionicama u Ljubljani, Mariboru i Grazu te u logoru Wagna iz kojeg je pobjegao 1918.  godine. Ni u fašističkoj Italiji nije mu bilo bolje, zbog republikanskih stavova najprije je otpušten iz općinske službe, a 1928. izveden pred Specijalni sud za zaštitu države. Oslobođen je zbog nedostatka dokaza, ali 1932. ponovo je uhićen zajedno s 30-ak Tršćana, pripadnika antifašističkog pokreta "Giustizia e Libertà". Nakon kapitulacije Italije u rujnu 1943. bio je među glavnim eksponentima Akcijske stranke (Partito d'Azione), koju je predstavljao u tršćanskom Odboru (komitetu) nacionalnog oslobođenja (Comitato di Liberazione Nazionale, CLN). Nacisti su ga uhitili početkom rujna 1944., a u listopadu je prebačen u koncentracijski logor u Dachau, kamo je stigao 22. listopada 1944. godine. Umro je od tifusa kratko prije savezničkog oslobođenja logora (neki izvori kao nadnevak smrti navode 20. travnja). Za patriotizam iskazan za austro-ugarske vladavine i za nacističkog režima u Trstu posmrtno je odlikovan talijanskom Srebrnom medaljom za ratne zasluge. U Trstu jedna ulica nosi njegovo ime.